# Remire-Montjoly
Remire-Montjoly ist eine französische Gemeinde im Übersee-Département Französisch-Guayana, welches im Norden Südamerikas liegt.

## Geografie

Strand nahe der Ortschaft Montjoly, ca. 10 km von Cayenne

Die Gemeinde besteht aus den zwei Stadtteilen Remire und Montjoly und befindet sich auf der Halbinsel von Cayenne. Zum Gemeindegebiet gehören auch die fünf Îles de Remire, welche sich rund sechs Kilometer vor der Küste im Atlantischen Ozean befinden. Auf dem Gebiet der Gemeinde Remire-Montjoly befindet sich der Hafen der Hauptstadt Cayenne.

## Bevölkerung
Mit 27.037 Einwohnern (Stand 1. Januar 2022) ist Remire-Montjoly die fünftgrößte Stadt in Französisch-Guayana. Als Teil der Agglomeration von Cayenne stieg die Einwohnerzahl der Gemeinde vor allem in den 1980er-Jahren sehr stark an. 1961 hatte Remire-Montjoly noch eine Bevölkerungszahl von lediglich 1.181.
| Jahr                       | 1961  | 1967  | 1974  | 1982  | 1990   | 1999   | 2006   | 2016   |
| Einwohner                  | 1.181 | 2.062 | 2.950 | 6.773 | 11.701 | 15.555 | 17.736 | 25.122 |
| Quellen: Cassini und INSEE |       |       |       |       |        |        |        |        |

## Söhne und Töchter der Gemeinde
- Loïc Prévot (* 1998), Leichtathlet